# Sanzoles (kommunhuvudort)
Sanzoles är en kommunhuvudort i Spanien.   Den ligger i provinsen Provincia de Zamora och regionen Kastilien och Leon, i den centrala delen av landet, 190 km nordväst om huvudstaden Madrid. Sanzoles ligger 714 meter över havet och antalet invånare är 636.
Terrängen runt Sanzoles är platt. Runt Sanzoles är det glesbefolkat, med 13 invånare per kvadratkilometer. Närmaste större samhälle är Zamora, 16,9 km nordväst om Sanzoles. Trakten runt Sanzoles består till största delen av jordbruksmark.